# 照屋敏子
照屋 敏子（てるや としこ、1915年 - 1984年4月4日）は、沖縄県糸満市出身の起業家。最初は漁業で、その後種々の企業を立ち上げ活躍した。照屋林助、照屋林賢、ガレッジセール・ゴリ（本名・照屋年之）の親戚。夫の照屋林蔚は軍人ではなかったが、中華民国総統・蔣介石の要請により台湾の国軍を秘密裏に支援した旧日本軍将校を中心とする軍事顧問団、白団の団員の一人。

## 来歴・逸話
沖縄県糸満に、父玉城傳七、母カミの長女として生まれた。両親は1918年ブラジル契約移民を志し、その条件に合う傳七の妹をつれていったが、足手まといになる敏子は祖母トクに預けた。母は移民船中で死亡、父も1922年憔悴しきって帰国。まもなく死亡した。照子は幼くして糸満の漁村の娘として鍛えられた。9歳にして魚を頭の上に持ち、那覇などに売りにいった。漁業も裁縫も鍛えられた。10代になり、ビザが不要で、円が通用する南洋に出かけた。1934年、19歳時、パラオで糸満小学校の恩師であった31歳の照屋林蔚（りんい、以後夫と書く）と結婚。彼は前妻との間に2男がいた。
1939年、那覇の夫の実家に行く。夫の父は照屋林顕（1867-1944）で、沖縄県水産功労者で名家である。夫は沖縄県学務部社寺兵事課で召集令状を発行する仕事をしていたが、海軍に志願した。敏子はこれに反対し、有力者の漢那憲和に陳情、夫は日本水産那覇工場長となった。照屋家は空襲で全焼、漁船を借り切って鹿児島県、熊本県、その後福岡県の博多に疎開した。
ある時、福岡県知事野田俊作は那覇市長富山徳潤を介して、引揚者の援護事業を起こしてほしいと照屋家に要請してきた。沖縄県の水産王であった照屋家が博多にいることを知ってである。1946年2月、福岡県の要請で、県内の主要施設を見学した。敏子は復員者の援護事業と漁業団結成に奔走しはじめた。夫婦は別々の漁業団を立ち上げたが、主導権は敏子が握っていた。敏子の立ち上げた漁業団は沖縄に帰れない漁夫300余名・漁船12隻を持つ「沖ノ島漁業団」であった。実際の操業地は長崎県の女島男島方面であった。1947年、敏子の功績により当時物価統制令で低かった沖縄県県魚のグルクンの定価改定を勝ち取った。敏子は「女親分」と称されたが、博多時代の事件として、あらくれ男が団交をした席で、啖呵を切って付きつけられた短刀で指を切って血を流したとある。小指の深い傷をつけたが、あらくれは従ったという。鱶のいる海で割りばしをくわえて潜ったというエピソードもある。敏子が得意とする沖縄漁法が1948年以降禁止され、危機に陥った。1953年、沖ノ島漁業団は解散した。
1952年、福岡で不遇をかこっていた敏子に耳寄りな話が舞い込んだ。大の日本びいきのマライの大金持ちがマライに入漁する日本人を求めているという。現地で反対運動も起きたが、1955年に敏子の入国許可が下りた。シンガポールの華僑頼健源と合弁会社を立ち上げた。資本金6000万円にうち、敏子は2500万出した。水揚げは十分であったが、沖縄人には漁業権がないといって金もくれず、敏子の事業は失敗し、1958年に撤退した。
1958年、敏子はシンガポールから那覇に戻った。唯一の財産であるワニ革のハンドバッグが高価に売れた事から、知り合いのシンガポールの知人から送ってもらい那覇の国際通りでワニ革・宝石専門店クロコデール・ストアを立ち上げた。地元銀行が金を貸してくれた。糸満出身の金城夏子が亡くなってそのビルを買いとった。店は繁盛し、高等弁務官夫妻も買い物にきた。店で扱う製品も、ワニ革製品ばかりでなく、珊瑚、宝石、ジャワ更紗、紅型（びんがた）と増えていった。審美眼の高い敏子は、現地のものをそのまま受け入れるのでなく厳しい注文をつけた。飛行機の中で木暮実千代という女優がクロコダイルの50ドルのバッグを見つめていたというエピソードが記載されている。店の支配人、金城嘉信はメキシコや、アメリカに宝石を買いこみにいった。ムーンストーンをバケツで買って、一つ一つ装丁したら高く売れたという。1964年に、沖縄製品の珊瑚について、敏子は業界に働き掛けて、国際入札を行っている。地場産業の珊瑚に関しては、暴利を求めなかった。
これ以降も敏子は積極的な事業活動を行った。
- 1964年 - 東京オリンピックに際し、オリンピックメダル沖縄地区販売代理店になる。糸満市でプランクトンの研究を始める。
- 1965年 - マッシュルーム菌を台湾より入手。
- 1966年 - 糸満市で農水産研究所をたちあげ、クロダイ、ボラ、クルマエビの養殖、メロンの栽培を始める。レストラン「海の里」を始める。

- 1967年 - 鯉の養殖を始める。
- 1968年 - 本格的なメロン栽培に成功。
- 1969年 - クルマエビ養殖を始める。
- 1970年 - 万博メロン、移出不可となる。
- 1972年 - 日本復帰メダルを考案。
- 1979年 - ワシントン条約保護法制定をうけてアカウミガメ増殖研究。
- 1980年 - アオウミガメ人口孵化に成功。
- 1982年 - 「菓子キビ」で科学技術庁長官賞（創意工夫賞）受賞。
- 1983年 - スピルリナ試験培養を始める。スピルリナゴールド発売。[7]

## 交友関係と伝記
女海賊の異名をもつ敏子には火野葦平との交友関係があり、火野は敏子をモデルとして『人魚昇天』（1950年）、『赤道祭』（1951年）などを書いた。大宅壮一は1959年沖縄に渡り、糸満女の代表として敏子に会った。石井好子は1964年以来、21年間交友関係があり、伝記を書こうとテープを残したが果たせなかった。そのテープを利用して高木凛が伝記を書いた。

## 家族
- 夫：照屋林蔚：1949年台湾でマラリアとチフスに罹患。帰国後沖縄で死亡。沖縄県庁職員。白団メンバー。
- 長男：照屋林秀：東京の大学をでて、博多で教員をしていた。敏子の葬儀の時は那覇にきて、喪主を務めた。
- 次男：照屋林才：福岡で高校時代病死。
- 三男：照屋林仁：日大医学部を中退し、敏子に協力してマライに渡った。一時自衛隊に入ったが、後に敏子「クロコデールストア」の支配人になった。後、福岡で生命保険会社に入社、沖縄系銀行に転職し定年後沖縄で暮らした。2001年病死。[9]
- 四男：照屋林英：修猷館高校から中央大学法学部へ進学。弁護士となり照屋林英法律事務所開業。自民党代議士の後援会事務局長、航空自衛隊の後援会長等歴任。2010年逝去。
- 長女：清子
- 清子の夫：英語が達者で那覇税関の官吏であった。有能さを見込まれクロコデールストアの支配人になり、清子と結婚した。金城嘉信は敏子の事業に協力したが、後に清子と共に敏子と対立した。
- 照屋英樹（四男：照屋林英の長男）：敏子に全てを英樹に譲るとまで言わせた最も寵愛された孫。敏子逝去後は、両親が離婚した為沖縄を離れる。

## 人物像
- 観察がこまかで、破天荒な夢に向かって、ひるむことなく突進した。夫が浮気した時は茶碗を投げ傷つけた[10]。

- 沖縄の独立を主張し、これは『沖縄独立を夢見た伝説の女傑 照屋敏子 著者 高木 凛』として書籍にもなっている。「沖縄の島はあんた、あくまで琉球人のものですよ。かつては琉球王国だったんだ。それを日本が母国のようにいう。いまさらなんだ。」と述べている[11]。
- 1967年に屋冨祖幸子が首里高校の染織科を卒業、紅型を目指して、敏子の店に入社した際も厳しく育て、中国やインドネシアに連れて行って刺激を与えた。屋冨祖が7年後独立を申し出ると、工房の道具を全部与えた。幸子は「琉球びんがた伝統工芸士」であり、また、「琉球びんがた事業協同組合」の理事長である。[12]